# Бовиэя
Бовиэя, также бовиея, бо́вия (лат. Bowiea) — род однодольных цветковых растений, входящий в семейство Спаржевые (Asparagaceae). Включает один вид — Бовиэя вьющаяся, распространён в Южной Африке.

## Ботаническое описание
Многолетнее луковичное суккулентное растение. Луковица приплюснуто-шаровидная, полупогружённая или почти полностью на поверхности субстрата. Корни мясистые, белые. Листья имеются только у молодых растений, мясистые, линейно-ланцетной формы, быстро отмирающие.
Цветоносный стебель однолетний, лазающий или вьющийся, сильно ветвящийся, зелёного или сизоватого цвета. Веточки шиловидные. Прицветники ланцетовидной формы, со шпорцем. Цветоножки изогнутые. Цветки ароматные, с шестью свободными листочками околоцветника продолговато-ланцетной формы, белого, зеленоватого или жёлто-зелёного цвета. Тычинки в количестве шести, столбик цилиндрический, рыльце трёхлопастное.
Плоды — трёхгнёздные коробочки, раскрывающиеся продольно. Семена чёрные, блестящие, продолговатые, угловатые.

## Ареал
Распространено в Южной и Восточной Африке от Кении до Намибии и ЮАР.

## Значение
Лекарственное растение, используемое в традиционной зулусской медицине для лечения головной боли. Из-за обширного сбора становится редким в естественных условиях.
Ядовитое растение, содержащее сердечные гликозиды.

## Таксономия
Род был назван Уильямом Харви (1811—1866) в честь Джеймса Боуи (ок. 1789—1869), который с 1816 по 1823 год, работая на Королевские ботанические сады Кью, путешествовал по мысу Доброй Надежды. По мнению Харви, благодаря Боуи коллекции суккулентов в ботанических садах Европы увеличились сильнее, чем благодаря какому-либо другому собирателю растений.

### Синонимы
Рода:
- Ophiobostryx Skeels, 1911, nom. nov.
- Schizobasopsis J.F.Macbr., 1918, nom. nov.

Вида:
- Bowiea gariepensis van Jaarsv., 1983
- Bowiea kilimandscharica Mildbr., 1934
- Ophiobostryx volubilis (Harv. ex Hook.f.) Skeels, 1911
- Schizobasis volubilis (Harv. ex Hook.f.) van Jaarsv., 1992, nom. inval.
- Schizobasopsis kilimandscharica (Mildbr.) Barschus, 1954
- Schizobasopsis volubilis (Harv. ex Hook.f.) J.F.Macbr., 1918